# ۲ ژوئن
۲ ژوئن صد و پنجاه و سومین (در سال‌های کبیسه صد و پنجاه و چهارمین) روز سال در گاه‌شماری میلادی است. ۲۱۲ روز تا پایان سال باقی‌است.

## رویدادها
- ۴۵۵ - وندال‌ها وارد شهر رم شدند و شروع به غارت آن کردند.
- ۱۹۲۴ - کالوین کولیج، رئیس‌جمهور ایالات متحده با امضای قانون مصوب کنگره، به تمامی سرخ‌پوستانی که در قلمروی ایالات متحده زاده شده‌اند، شهروندی این کشور را اعطا کرد.
- ۱۹۴۶ - مردم ایتالیا در یک همه‌پرسی رای به الغای نظام سلطنتی و برقراری جمهوری دادند.
- ۱۹۵۵ ـ پایگاه فضایی بایکونور تأسیس شد.

## زادروزها
- ۱۳۰۵- ابوسعید بهادرخان، نهمین فرمانروای ایلخانیان[۱]
- ۱۸۵۷ - کارل آدولف گیلروپ، شاعر و رمان‌نویس دانمارکی
- ۱۸۵۷- ادوارد الگار، موسیقی‌دان و ویولونیست بریتانیایی

## مناسبت‌ها
- روز بین‌المللی کارگران جنسی